# Черкассы (Стерлитамакский район)
Черка́ссы (баш. Черкассы) — деревня в Стерлитамакском районе Республики Башкортостан Российской Федерации. Входит в состав Красноярского сельсовета. 

## География

### Географическое положение
Расстояние до:
- районного центра (Стерлитамак): 15 км,
- центра сельсовета (Новый Краснояр): 6 км,
- ближайшей ж/д станции (Косяковка): 7 км.

## Население
| 2002 | 2009 | 2010 |
| ---- | ---- | ---- |
| 1    | ↗3   | ↘1   |